# Ammutinamento di Salerno
Per ammutinamento di Salerno si intende la rivolta di circa 700 soldati del X Corps dell'esercito britannico, in maggioranza appartenenti alla 51st (Highland) Division e alla 50th (Northumbrian) Infantry Division, avvenuta il 16 settembre del 1943 sulla spiaggia di Salerno, nell'ambito della campagna d'Italia della seconda guerra mondiale.
I soldati, i cui reggimenti di appartenenza erano già stati trasferiti in Inghilterra per l'operazione Overlord, si ammutinarono perché non accettarono di servire in compagnie in cui erano considerati estranei e a tutti gli effetti, trattati come rimpiazzi, pertanto, soggetti a rischi maggiori. La maggior parte di loro era stata ferita nei combattimenti contro le truppe italo-tedesche dell'Afrikakorps e aveva compiuto la convalescenza in Africa. Essi vennero utilizzati per un pronto intervento a Salerno dove la situazione per gli Alleati stava divenendo di ora in ora sempre più critica a causa di feroci contrattacchi da parte dei tedeschi. Il trattamento loro riservato, secondo i capi della rivolta, tre sergenti, violava la regola non scritta vigente nell'esercito britannico che prevedeva la sostituzione di specialisti in una mansione con specialisti della stessa mansione, motivo secondo cui con tale metodo si rafforzava lo spirito di corpo. A domare l'ammutinamento fu lo stesso comandante del 10º corpo d'armata, generale Richard McCreery, che promise a tutti i rivoltosi di non ricorrere alla corte marziale se si fossero subito aggregati alle unità di destinazione: risposero positivamente in 500, gli altri, che non accettarono, vennero disarmati, arrestati e ricondotti in Africa per essere destinati a pesanti pene detentive. I tre sergenti furono condannati a morte, pena poi convertita in 12 anni di lavori forzati.